# Le Monastère de Sendomir
Pour plus de détails, voir Fiche technique et Distribution.
Le Monastère de Sendomir (titre original : Klostret i Sendomir) est un film suédois muet réalisé par Victor Sjöström, sorti en 1920.
Ce film est l'adaptation au cinéma d'une nouvelle (qui prend la forme d'un récit-cadre) de Franz Grillparzer intitulée Das Kloster bei Sendomir (de).

## Synopsis
Sur la route de Varsovie, au XVIIe siècle, deux nobles rencontrent un moine qui leur raconte comment un puissant comte nommé Starschensky régnait sur Sendomir (Sandomierz) avant que sa femme ne le trompe et qu'il décide de construire ce monastère.

## Fiche technique
- Titre original : Klostret i Sendomir
- Titre français : Le Monastère de Sendomir
- Titre international : The Monastery of Sendomir
- Réalisation : Victor Sjöström
- Scénario : Victor Sjöström d'après le roman de Franz Grillparzer
- Cinématographie : Henrik Jaenzon
- Direction artistique : Alexander Bako et Axel Esbensen
- Sociétés de production : Svenska Biografteatern AB
- Genre : Drame
- Pays d'origine :  Suède
- Durée : 76 minutes
- Format : Noir et blanc - 35 mm - 1,33:1- Muet
- Date de sortie : 
  - Suède : 1er janvier 1920

## Distribution
- Tore Svennberg
- Tora Teje
- Richard Lund
- Renée Björling
- Albrecht Schmidt
- Gun Robertson
- Erik A. Petschler
- Nils Tillberg
- Gustaf Ranft
- Yngwe Nyquist
- Axel Nilsson
- Jenny Tschernichin-Larsson
- Emil Fjellström